# نيل ماك أدم
نيل ماك أدم (بالإنجليزية: Neil McAdam)‏ هو لاعب كرة قدم بريطاني في مركز حراسة المرمى، ولد في 30 يوليو 1957 في East Kilbride ‏ في المملكة المتحدة. لعب مع بورت فايل وذا نيو سينتس ونادي ألبيون روفرز.